# Horrible Bosses
Horrible Bosses är en amerikansk långfilm från 2011 i regi av Seth Gordon, med Jason Bateman, Jason Sudeikis, Kevin Spacey och Charlie Day i rollerna.

## Handling
Nick Hendricks (Jason Bateman), Dale Arbus (Charlie Day) och Kurt Buckman (Jason Sudeikis) hatar alla sina chefer. Nick jobbar för den sadistiske Dave Harken (Kevin Spacey) som får honom att ständigt jobba över i hopp om en befordran och en lönehöjning, som Harken i stället ger till sig själv. Dale jobbar för tandläkaren Julia Harris (Jennifer Aniston) som hela tiden gör sexuella närmanden. Kurt tycker mycket om sin gamle chef Jack Pellit (Donald Sutherland), men Jack dör och hans kokainberoende son Bobby Pellit (Colin Farrell) tar över firman. 
De tre männen får till slut nog och bestämmer sig för att döda varandras chefer.

## Rollista
| Jason Bateman     | – Nick Hendricks            |
| Charlie Day       | – Dale Arbus                |
| Jason Sudeikis    | – Kurt Buckman              |
| Jennifer Aniston  | – Dr. Julia Harris          |
| Colin Farrell     | – Bobby Pellit              |
| Kevin Spacey      | – Dave Harken               |
| Donald Sutherland | – Jack Pellit               |
| Jamie Foxx        | – Dean "Motherfuckah" Jones |
| Julie Bowen       | – Rhonda Harken             |
| P.J. Byrne        | – Kenny Sommerfeld          |
| Wendell Pierce    | – Inspektör Hagan           |
| Lindsay Sloane    | – Stacy                     |
| Ron White         | – Inspektör Samson          |
| Ioan Gruffudd     | – "Wetwork"-Mann            |
| Bob Newhart       | – Lou Sherman               |